# 烏克蘭正教會 (2022年)
烏克蘭正教會（羅馬化：Ukrainska Pravoslavna Tserkva），2022年前常被称为莫斯科宗主教聖統烏克蘭正教會（烏克蘭語：Українська Православна Церква），是一個在烏克蘭的擁有自治權的東方正教會。現任都主教為欧诺菲力。

## 歷史

### 早期
起初將斯拉夫語的正教會帶到俄羅斯地區的是基輔及諾夫哥羅德的弗拉基米尔大公。他的國都基輔也成了早期俄羅斯地區的基督宗教的中心地帶，「基輔及全羅斯的都主教」成為羅斯地區教會的領袖並從屬於君士坦丁宗主教的聖統。1238年蒙古的拔都汗攻打基輔導致人口大量移往莫斯科，這也使得基輔都主教在之後也搬到莫斯科，並繼續使用這個頭銜長達多個世紀，最後一個以這個頭銜帶領俄羅斯教會的基輔都主教是以西鐸（烏克蘭語：Ісидор），1441年時他因為支持佛羅倫斯大公會議中對東西教會合併的決議而遭到俄羅斯驅逐，之後獲得羅馬的收容。
1448年俄羅斯的主教們任命主教約拿（俄语：Иона）為莫斯科都主教，同時正式將「莫斯科都主教」視作俄羅斯教會的領袖，莫斯科都主教於1589年獲得君士坦丁普世宗主教的同意而成立宗主教聖統。而烏克蘭地區則一度被信奉羅馬天主教的波蘭占領，並在1596年簽下了《布列斯特合併宣言》使得原先的基輔都主教管轄區改宗天主教。直到1620年才重建了正教會的都主教教區，1686年由於烏克蘭地區併入俄羅斯帝國的情勢。基輔都主教區就此由君士坦丁宗主教聖統轉移到莫斯科宗主教的管轄下。

### 近代及成立自治教會
烏克蘭地區的正教會在併入莫斯科宗主教治下後曾經有兩波教會成員脫離自立的現象。
受到1917年的二月革命以及隨後的烏克蘭脫離俄羅斯帝國獨立的影響，烏克蘭地區的正教會在1921年由部分人士脫離自立烏克蘭自主正教會。但是這種自立是十分片面的，因此沒有被普世正教會承認。之後烏克蘭又被蘇聯納入版圖，此一教會也遭遇各種限制。
1992年受到蘇聯解體以及民族主義的影響，時任基輔都主教腓立維帶著支持者成立了獨立教會——基輔宗主教聖統烏克蘭正教會，並被選為首任基輔宗主教。
而在另一方面莫斯科宗主教也考量蘇聯解體烏克蘭獨立的影響，因此在1990年打算讓烏克蘭正教會成為自治教會。不過腓立維選擇了成立不受管轄的基輔宗主教聖統，因此之後莫斯科宗主教纔又任命霍盧底米都主教管理這個自治教會。
俄罗斯吞并克里米亚和支持顿巴斯地区的分离主义分子后，乌克兰教区因此脱离俄罗斯东正教主教区，形成乌克兰正教会，但该会仍然隶属于俄罗斯。
2022年5月27日，因不满俄罗斯入侵乌克兰，以及时任俄罗斯东正教牧首基里尔明确支持俄罗斯总统弗拉基米尔·普京对乌克兰的侵略，乌克兰东正教宣布断绝与俄罗斯东正教的圣统关系，并从莫斯科宗主教区独立。同份聲明中亦有提到他們不會放棄與在2018年建立的烏克蘭正教會之間的對話。不過烏克蘭正教會方面只是口頭上表態，實際上並未與莫斯科方面完全斷絕關係以及實現完全自治。
2024年8月20日，乌克兰最高拉达通过法律，禁止烏克蘭正教會在烏克蘭境內活動，並給予9个月的寬限期，允許在此期間与俄罗斯东正教会有关联的乌克兰宗教组织断绝与俄罗斯东正教会的关系。

## 外部連結
- 维基共享资源上的相關多媒體資源：烏克蘭正教會
- . church.ua/en/.   [2016-11-05]. （原始内容存档于2016-10-23） （英语、乌克兰语及俄语）.
- . orthodox.org.ua/eng/node.   [2008-01-12]. （原始内容存档于2008-12-17） （英语、乌克兰语及俄语）.
- . Pravoslavie v Ukraini.   [2008-01-12]. （原始内容存档于2013-08-04） （乌克兰语及俄语）.